# Tengen (go)
Tengen (天元? "Centro" oppure "Origine del cielo") è il nome di uno dei principali tornei professionistici di go del Giappone.
Dal 1988 al 2002, il vincitore del Tengen aveva il diritto di partecipare alla competizione internazionale Tengen Cina-Giappone.

## Profilo
Il formato del torneo è variato nel corso del tempo, attualmente (come nella maggior parte dei tornei) il detentore del titolo è qualificato direttamente alla finale, da tenersi al meglio delle cinque partite. Lo sfidante è stabilito tramite un torneo ad eliminazione diretta.
La vittoria del torneo per determinare lo sfidante garantisce la promozione a 7-dan; il titolo garantisce la promozione a 8-dan; vincere il titolo per due volte garantisce la promozione a 9-dan, massimo grado disponibile.
Il torneo è finanziato da un consorzio di tre giornali e il premio per il vincitore è di 12 milioni di yen (circa 100.000 euro).

## Albo d'oro
|    | Anno | Vincitore           | Punteggio | Finalista         |
| -- | ---- | ------------------- | --------- | ----------------- |
| 1  | 1975 | Hideyuki Fujisawa   | 3-1       | Shuzo Ohira       |
| 2  | 1976 | Kōichi Kobayashi    | 3-1       | Masao Sugiuchi    |
| 3  | 1977 | Toshihiro Shimamura | 3-1       | Yuichi Sonoda     |
| 4  | 1978 | Masao Katō          | 3-1       | Hideyuki Fujisawa |
| 5  | 1979 | Masao Katō          | 3-0       | Satoshi Kataoka   |
| 6  | 1980 | Masao Katō          | 3-0       | Toshiro Yamabe    |
| 7  | 1981 | Masao Katō          | 3-2       | Kōichi Kobayashi  |
| 8  | 1982 | Satoshi Kataoka     | 3-2       | Masao Katō        |
| 9  | 1983 | Satoshi Kataoka     | 3-1       | Shuzo Awaji       |
| 10 | 1984 | Yoshio Ishida       | 3-1       | Satoshi Kataoka   |
| 11 | 1985 | Kōichi Kobayashi    | 3-0       | Yoshio Ishida     |
| 12 | 1986 | Kōichi Kobayashi    | 3-1       | Yuichi Sonoda     |
| 13 | 1987 | Cho Chikun          | 3-2       | Kōichi Kobayashi  |
| 14 | 1988 | Cho Chikun          | 3-2       | Yuichi Sonoda     |
| 15 | 1989 | Rin Kaiho           | 3-2       | Cho Chikun        |
| 16 | 1990 | Rin Kaiho           | 3-1       | Kōichi Kobayashi  |
| 17 | 1991 | Rin Kaiho           | 3-1       | Masao Katō        |
| 18 | 1992 | Rin Kaiho           | 3-1       | Hiroshi Yamashiro |
| 19 | 1993 | Rin Kaiho           | 3-1       | Satoshi Kataoka   |
| 20 | 1994 | Ryu Shikun          | 3-1       | Rin Kaiho         |
| 21 | 1995 | Ryu Shikun          | 3-2       | Kōichi Kobayashi  |
| 22 | 1996 | Ryu Shikun          | 3-2       | Rin Kaiho         |
| 23 | 1997 | Norio Kudo          | 3-1       | Ryu Shikun        |
| 24 | 1998 | Kōichi Kobayashi    | 3-2       | Norio Kudo        |
| 25 | 1999 | Kōichi Kobayashi    | 3-0       | Norio Kudo        |
| 26 | 2000 | Ryu Shikun          | 3-0       | Kōichi Kobayashi  |
| 27 | 2001 | Naoki Hane          | 3-1       | Ryu Shikun        |
| 28 | 2002 | Naoki Hane          | 3-0       | Cho Sonjin        |
| 29 | 2003 | Naoki Hane          | 3-2       | Keigo Yamashita   |
| 30 | 2004 | Keigo Yamashita     | 3-0       | Naoki Hane        |
| 31 | 2005 | Rin Kono            | 3-2       | Keigo Yamashita   |
| 32 | 2006 | Rin Kono            | 3-1       | Keigo Yamashita   |
| 33 | 2007 | Rin Kono            | 3-1       | Keigo Yamashita   |
| 34 | 2008 | Cho U               | 3-0       | Rin Kono          |
| 35 | 2009 | Keigo Yamashita     | 3-2       | Cho U             |
| 36 | 2010 | Satoshi Yuki        | 3-0       | Keigo Yamashita   |
| 37 | 2011 | Yūta Iyama          | 3-0       | Satoshi Yuki      |
| 38 | 2012 | Yūta Iyama          | 3-0       | Rin Kono          |
| 39 | 2013 | Yūta Iyama          | 3-0       | Jiro Akiyama      |
| 40 | 2014 | Shinji Takao        | 3-2       | Yūta Iyama        |
| 41 | 2015 | Yūta Iyama          | 3-0       | Shinji Takao      |
| 42 | 2016 | Yūta Iyama          | 3-1       | Ryō Ichiriki      |
| 43 | 2017 | Yūta Iyama          | 3-0       | Ryō Ichiriki      |
| 44 | 2018 | Yūta Iyama          | 3-2       | Keigo Yamashita   |
| 45 | 2019 | Yūta Iyama          | 3-2       | Kagen Kyo         |
| 46 | 2020 | Ryō Ichiriki        | 3-2       | Yūta Iyama        |
| 47 | 2021 | Seki Kotaro         | 3-1       | Ryō Ichiriki      |
| 48 | 2022 | Seki Kotaro         | 3-2       | Atsushi Ida       |
| 49 | 2023 | Ryō Ichiriki        | 3-1       | Seki Kotaro       |
| 50 | 2024 | Ryō Ichiriki        | 3-1       | Toramaru Shibano  |
| 51 | 2025 | in corso            | in corso  | in corso          |

## Tengenonorari
- Rin Kaiho ha vinto il titolo cinque volte di fila tra il 1988 e il 1993;
- Yūta Iyama ha vinto il titolo per cinque volte consecutive tra il 2015 e il 2019.